# Vanessa Melo
Vanessa Melo (Taboão da Serra, 27 de março de 1988) é uma lutadora brasileira de artes marciais mistas, atualmente competindo no peso galo feminino do Ultimate Fighting Championship.

## Carreira no MMA

### Ultimate Fighting Championship
Melo foi contratada para enfrentar Irene Aldana de última hora no UFC Fight Night: Rodríguez vs. Stephens, em setembro de 2019. Aldana venceu por decisão unânime.
Melo em seguida enfrentou Tracy Cortez em 16 de novembro de 2019 no UFC Fight Night: Błachowicz vs. Jacaré. Ela perdeu por decisão unânime.
Melo enfrentou Karol Rosa no UFC 251: Usman vs. Masvidal em 11 de julho de 2020. Ela perdeu por decisão unânime.

## Cartel no MMA
| Cartel no MMA   |             |            |
| 19 lutas        | 11 vitórias | 8 derrotas |
| Por nocaute     | 0           | 1          |
| Por finalização | 2           | 0          |
| Por decisão     | 9           | 7          |

| Res.    | Cartel | Oponente                        | Método                  | Evento                                  | Data       | Round | Tempo | Local            | Notas                                  |
| ------- | ------ | ------------------------------- | ----------------------- | --------------------------------------- | ---------- | ----- | ----- | ---------------- | -------------------------------------- |
| Vitória | 11-8   | Sarah Moras                     | Decisão (unânime)       | UFC on ABC: Holloway vs. Kattar         | 16/01/2021 | 3     | 5:00  | Abu Dhabi        |                                        |
| Derrota | 10-8   | Karol Rosa                      | Decisão (unânime)       | UFC 251: Usman vs. Masvidal             | 11/07/2020 | 3     | 5:00  | Abu Dhabi        | Melo não bateu o peso.                 |
| Derrota | 10-7   | Tracy Cortez                    | Decisão (unânime)       | UFC Fight Night: Błachowicz vs. Jacaré  | 16/11/2019 | 3     | 5:00  | São Paulo        |                                        |
| Derrota | 10-6   | Irene Aldana                    | Decisão (unânime)       | UFC Fight Night: Rodríguez vs. Stephens | 21/09/2019 | 3     | 5:00  | Cidade do México | Estreia no UFC; Melo não bateu o peso. |
| Vitória | 10-5   | Jan Finney                      | Decisão (unânime)       | Battlefield Fighting Championship 2     | 27/07/2019 | 3     | 5:00  | Macau            |                                        |
| Vitória | 9-5    | Mariana Morais                  | Decisão (dividida)      | Future FC 5                             | 24/05/2019 | 3     | 5:00  | São Paulo        | Volta ao Peso Galo.                    |
| Vitória | 8-5    | Filonilda Trindade da Conceição | Decisão (unânime)       | Future FC 2                             | 22/02/2019 | 3     | 5:00  | São Paulo        |                                        |
| Vitória | 7-5    | Daiane Firmino                  | Decisão (dividida)      | SFT 6                                   | 27/10/2018 | 3     | 5:00  | São Paulo        | Pelo Cinturão Peso Mosca do SFT.       |
| Vitória | 6-5    | Nubia Santos do Nascimento      | Decisão (unânime)       | SFT 5                                   | 29/09/2018 | 3     | 5:00  | São Paulo        | Volta ao Peso Mosca.                   |
| Derrota | 5-5    | Suvi Salmimies                  | Decisão (dividida)      | Cage 37                                 | 26/11/2017 | 3     | 5:00  | Helsinki         | Estreia no Peso Galo.                  |
| Vitória | 5-4    | Molly McCann                    | Decisão (unânime)       | XFC International 12                    | 28/11/2015 | 3     | 5:00  | São Paulo        |                                        |
| Vitória | 4-4    | Juliana Leite                   | Finalização (mata leão) | Gold Fight 7                            | 26/09/2015 | 1     | 4:01  | São Paulo        |                                        |
| Derrota | 3-4    | Silvana Gomez Juarez            | Decisão (unânime)       | XFC International 8                     | 13/12/2014 | 3     | 5:00  | São Paulo        | Volta ao Peso Mosca.                   |
| Derrota | 3-3    | Vanessa Guimaraes               | Decisão (dividida)      | XFC International 6                     | 27/09/2014 | 3     | 5:00  | São Paulo        | Pelo Cinturão Peso Palha do XFC.       |
| Vitória | 3-2    | Gloria Bravo                    | Decisão (unânime)       | XFC International 3                     | 29/03/2014 | 3     | 5:00  | São Paulo        | Estreia no Peso Palha.                 |
| Vitória | 2-2    | Suelen Pereira                  | Finalização (mata leão) | Circuito Talent de MMA 5                | 23/11/2013 | 1     | 3:37  | São Paulo        |                                        |
| Derrota | 1-2    | Juliana Werner                  | Decisão (unânime)       | MMA Super Heroes 1                      | 13/07/2013 | 3     | 5:00  | São Paulo        |                                        |
| Derrota | 1-1    | Camila Lima                     | Nocaute Técnico (socos) | CTF: CT Fight                           | 19/05/2012 | 1     | 3:46  | São Paulo        |                                        |
| Vitória | 1-0    | Natalie Santos                  | Decisão (unânime)       | FS: Fight Stars                         | 14/09/2011 | 3     | 5:00  | São Paulo        | Estreia no Peso Mosca.                 |